# Oncaea rotata
Oncaea rotata är en kräftdjursart som beskrevs av Heron och Frost 2000. Oncaea rotata ingår i släktet Oncaea och familjen Oncaeidae. Inga underarter finns listade i Catalogue of Life.